# Bakiler, Gökçebey
Bakiler là một xã thuộc huyện Gökçebey, tỉnh Zonguldak, Thổ Nhĩ Kỳ. Dân số thời điểm năm 2011 là 789 người.